# 松平武雅
松平 武雅（まつだいら たけまさ）は、江戸時代中期の大名。上野館林藩2代藩主。越智松平家2代。官位は従五位下・肥前守。

## 略歴
美濃高須藩主・松平義行の四男として誕生。母は側室の上月氏。幼名は新之助。初名は行高。義行には6人の男子がいたが多くは早世し、武雅だけが生き残った。
元服の際、父から偏諱を与えられて行高と名乗った。本来なら義行の世子となり、高須藩主になるはずであったが、義行は元禄14年（1701年）に本家から兄・徳川綱誠の十五男・万三郎（のちの松平義孝）を養子に迎えていたため、武雅は享保9年（1724年）、越智松平家の松平清武の養子とされ、同年に家督を相続し館林藩主となる。
享保13年（1728年）に26歳（または24歳）で死去した。法名は顕徳院。養嗣子として常陸国府中藩から武元が迎えられ跡を継いだ。